# دیمون وی
دیمون وی (انگلیسی: Damon Way؛ زادهٔ ۲۳ سپتامبر ۱۹۷۱) کارآفرین اهل ایالات متحده آمریکا است، که در سال ۱۹۹۴ شرکت دی‌سی شوز را تأسیس کرد.